# Eolické jezero

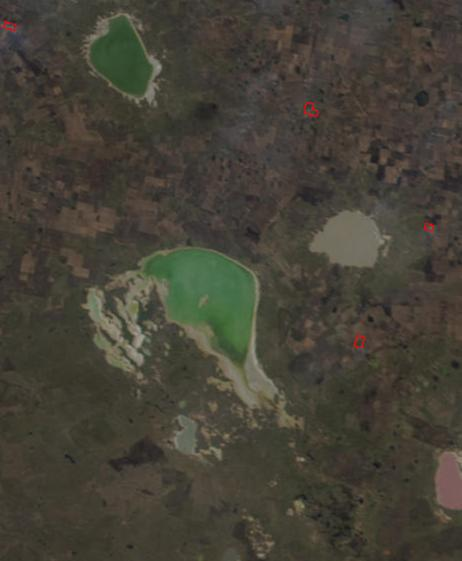
Jezero Seletyteniz, severní Kazachstán

Eolické jezero je druh jezera, které vzniklo v důsledku větrné činnosti. Ta může způsobit např. zahrazení vodního toku nebo prameniště pohyblivými písečnými dunami. Rozlišují se
- přesypová jezera - hrazená písečnými přesypy
- deflační jezera - vzniklá v deflačních sníženinách

## Příklady
- Balaton (Maďarsko)
- Bezedné (Slovensko)
- Čadské jezero (Afrika)
- Moczydło, Orzełek (Polsko)